# 原田種直
原田 種直（はらだ たねなお）は、平安時代末期から鎌倉時代初期の武将。父は大宰大監原田種雄、妻は平重盛の養女（重盛の叔父・平家盛の娘）。
原田氏は天慶の乱（藤原純友の乱）鎮圧に活躍した大蔵春実の子孫、大蔵氏の嫡流。代々大宰府の現地任用官最高位の大宰大監・少監（大宰府の第三等官・管内の軍事警察を管轄）を世襲する。最初期よりの武士団のひとつ。

## 生涯
保元の乱以降、大宰大弐（大宰府の第二等官）に続けて任官した平氏（平清盛・平頼盛）と私的主従関係を結ぶ。平清盛の長男・重盛の養女を妻とし、大宰府における平氏政権、日宋貿易の代行者となる。
平氏の軍事力の中核のひとつでもあり、治承3年（1179年）11月の平氏による政変では、郎党を率い御所の警護を行う。治承5年（1181年）2月、九州における反平氏の鎮西反乱で肥後の菊池隆直らと合戦する。また、寿永2年（1183年）8月の平氏都落ちの際には私邸を安徳天皇の仮皇居にしたと伝えられる（『平家物語』『筑前国続風土記』）。
文治元年（1185年）2月、源範頼軍との葦屋浦の戦いにより、弟・敦種が討ち死にした。同年2月の屋島の戦い、3月の壇ノ浦の戦いに敗北し、平家没官領として領地を没収された（『吾妻鏡』によれば3700町歩）。関東（一説には扇ガ谷）に幽閉されるも建久元年（1190年）に赦免され、御家人として筑前国怡土庄の地頭に任じられる。
福岡県糸島市二丈波呂には、種直が平重盛の菩提を弔うために創建したと伝えられる龍国寺がある。
鎌倉市建長寺の裏山にも原田地蔵と伝わる故地があり、かつては地獄谷と呼ばれていたこの地にて処刑される平家の人々を、種直とその一族が弔ったものと考えられる。この地蔵堂はやがて心平寺となり、北条時頼の代にはその地に建長寺が創建された。

## 子孫

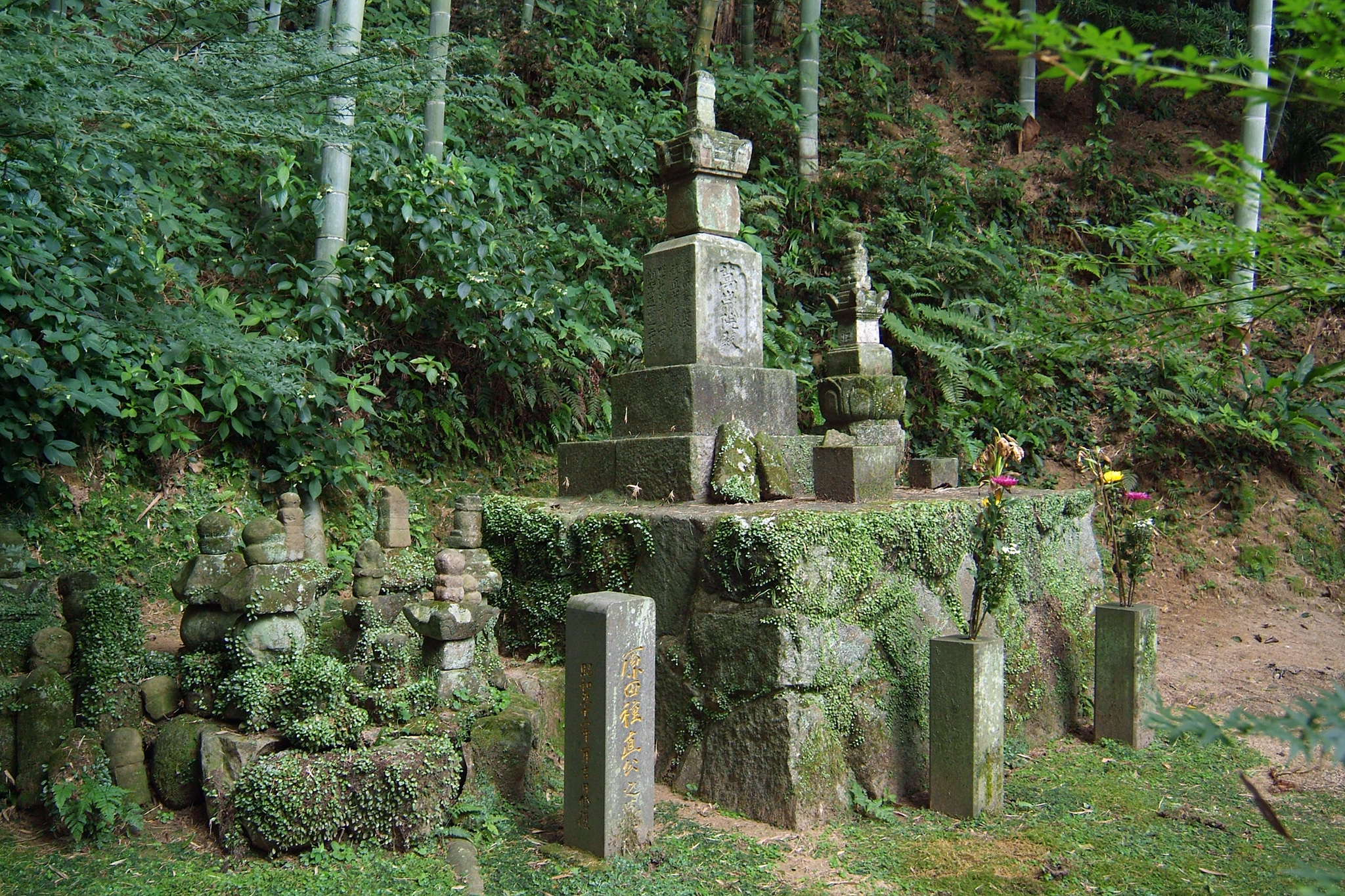
原田種直の墓

一族およびその子孫は筑前・筑後・肥前を中心に繁栄。鎮西大蔵朝臣六家（原田氏・波多江氏・秋月氏・江上氏・原氏・高橋氏）といわれる家々を中心に有力な国人に成長するも、豊臣秀吉の「九州征伐」により没落。秋月氏を除き他家の陪臣となる。
筑前国以外には、三河国の徳川家家臣団にも原田家があり、足助などには種直に因む千躰地蔵の話が伝わる。江戸時代になると、旗本として数家に別れた。さらにそこから榊原氏家老や紀州徳川家重臣となった原田家もある。

## 画像集

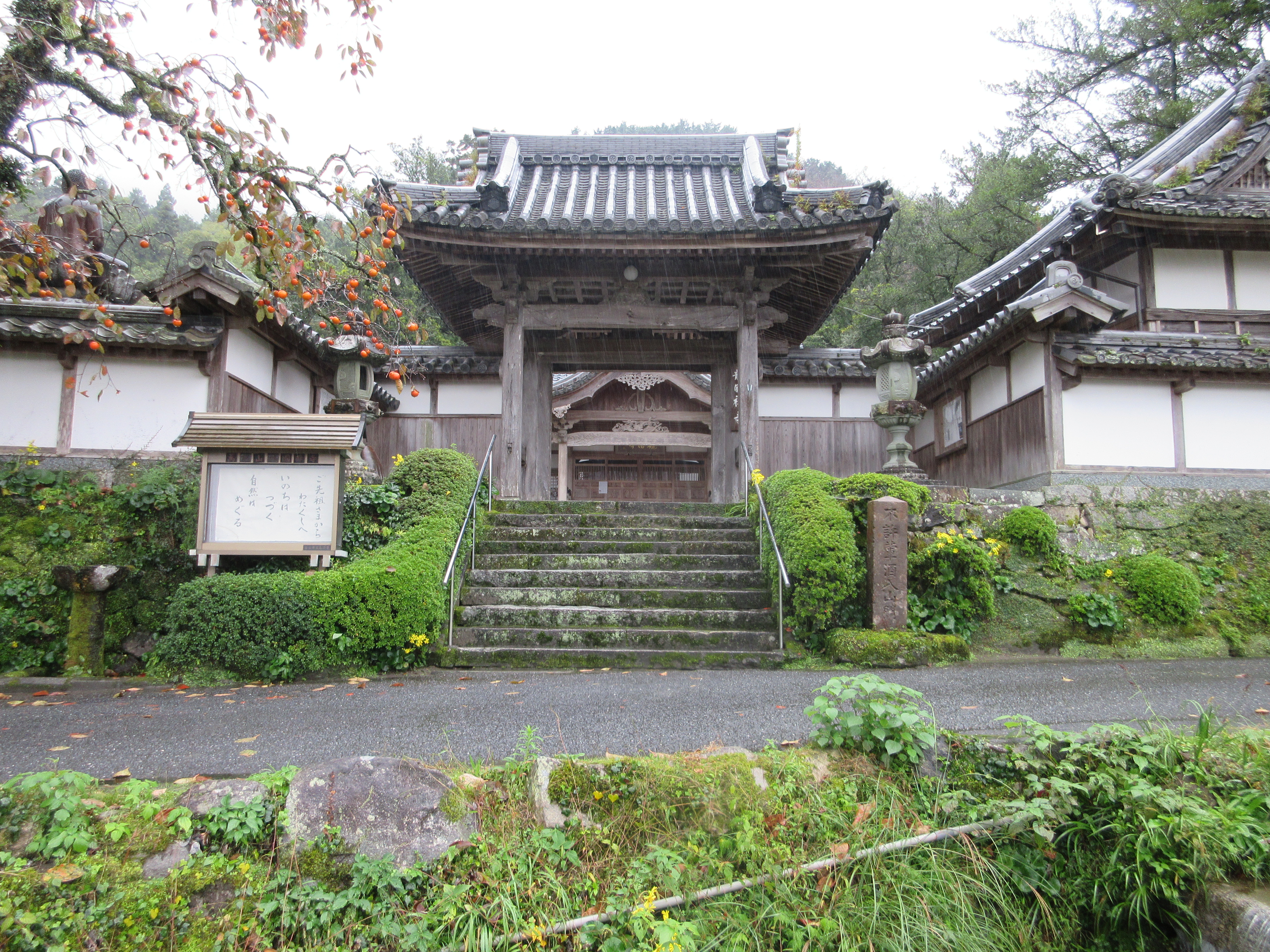
龍国寺（糸島市二丈波呂474、最寄筑肥線一貴山駅）
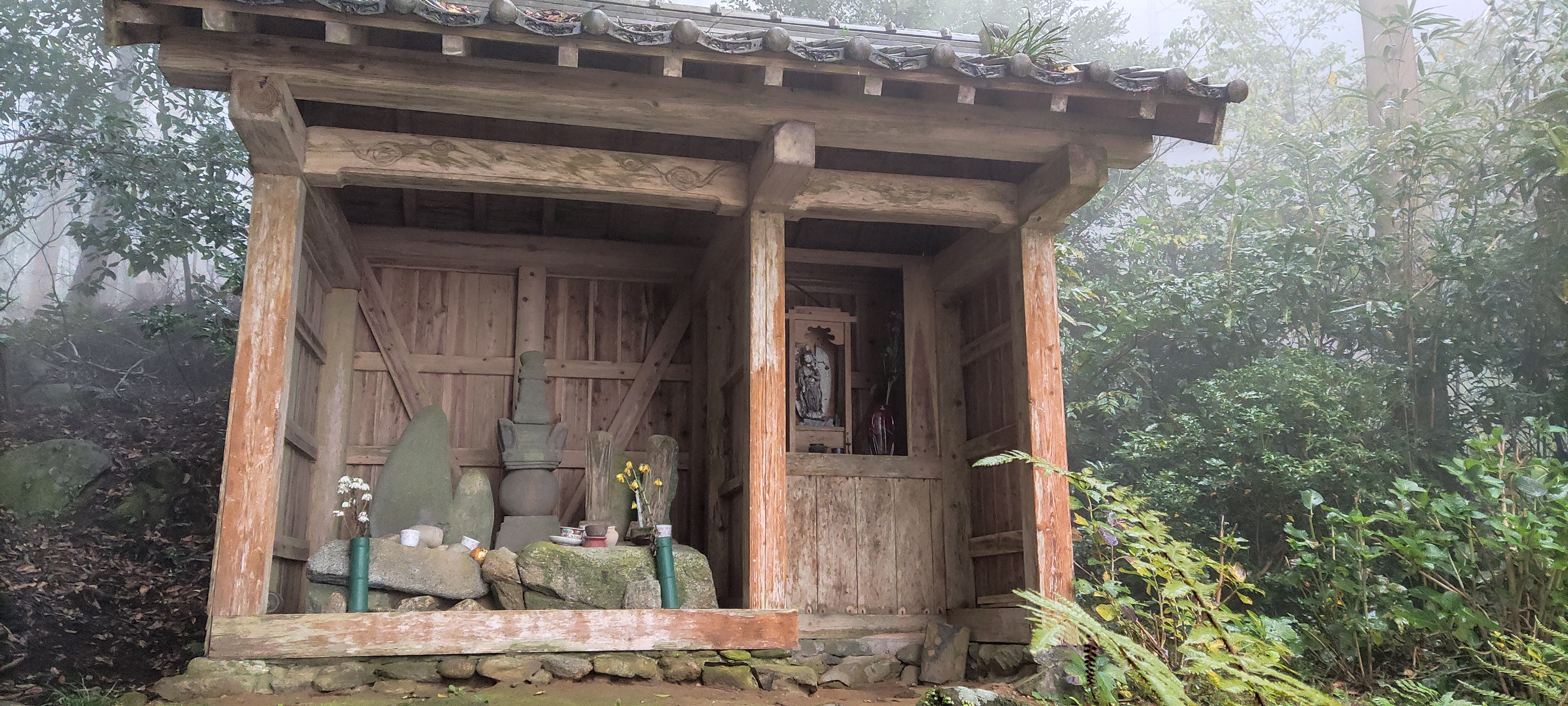
伝平重盛内室の墓（糸島市二丈満吉、唐原の里千寿院の滝側）
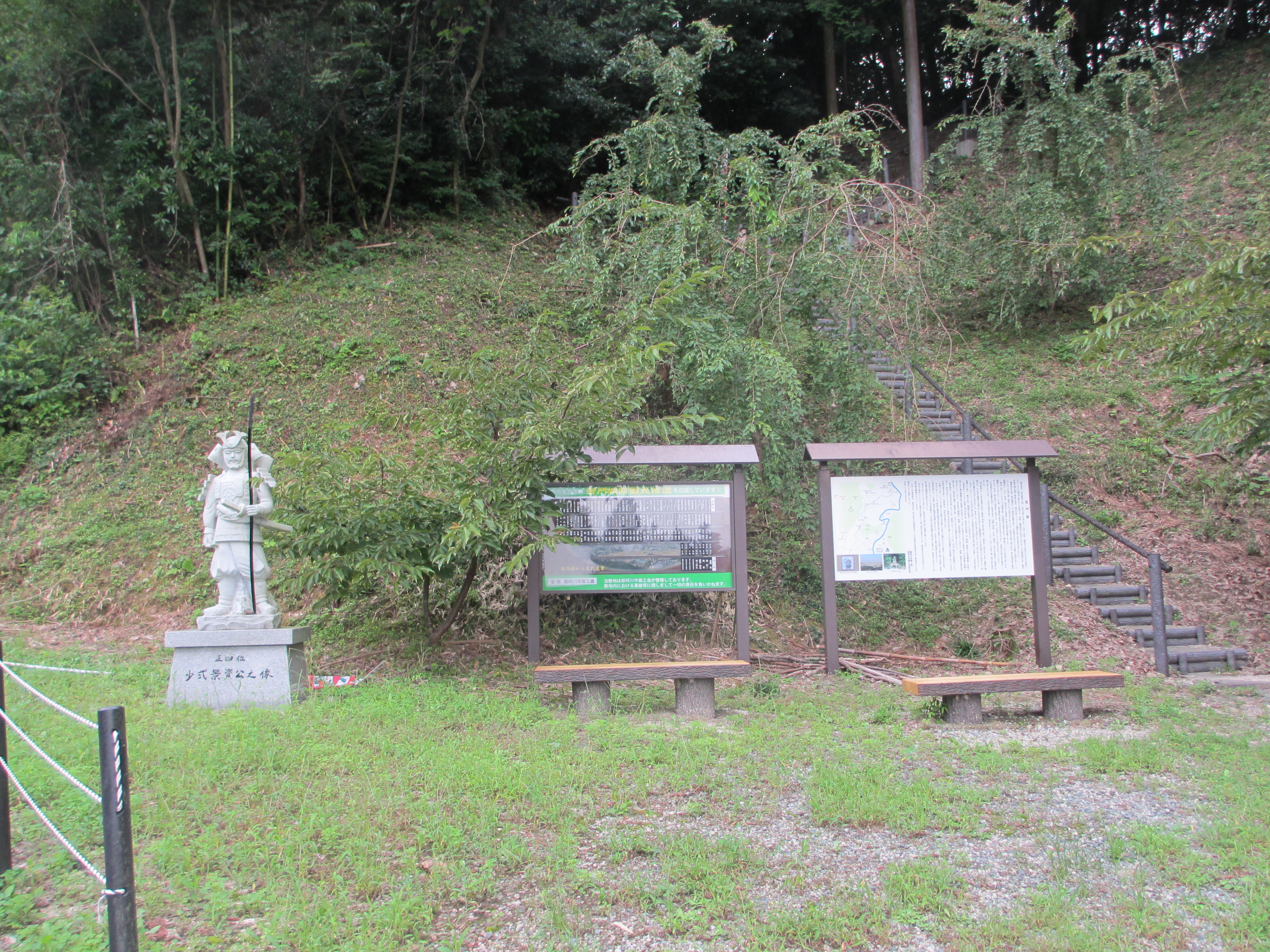
岩門城説明板＋名簿＋少弐景資公之像（岩門城跡遊歩道入口駐車場）
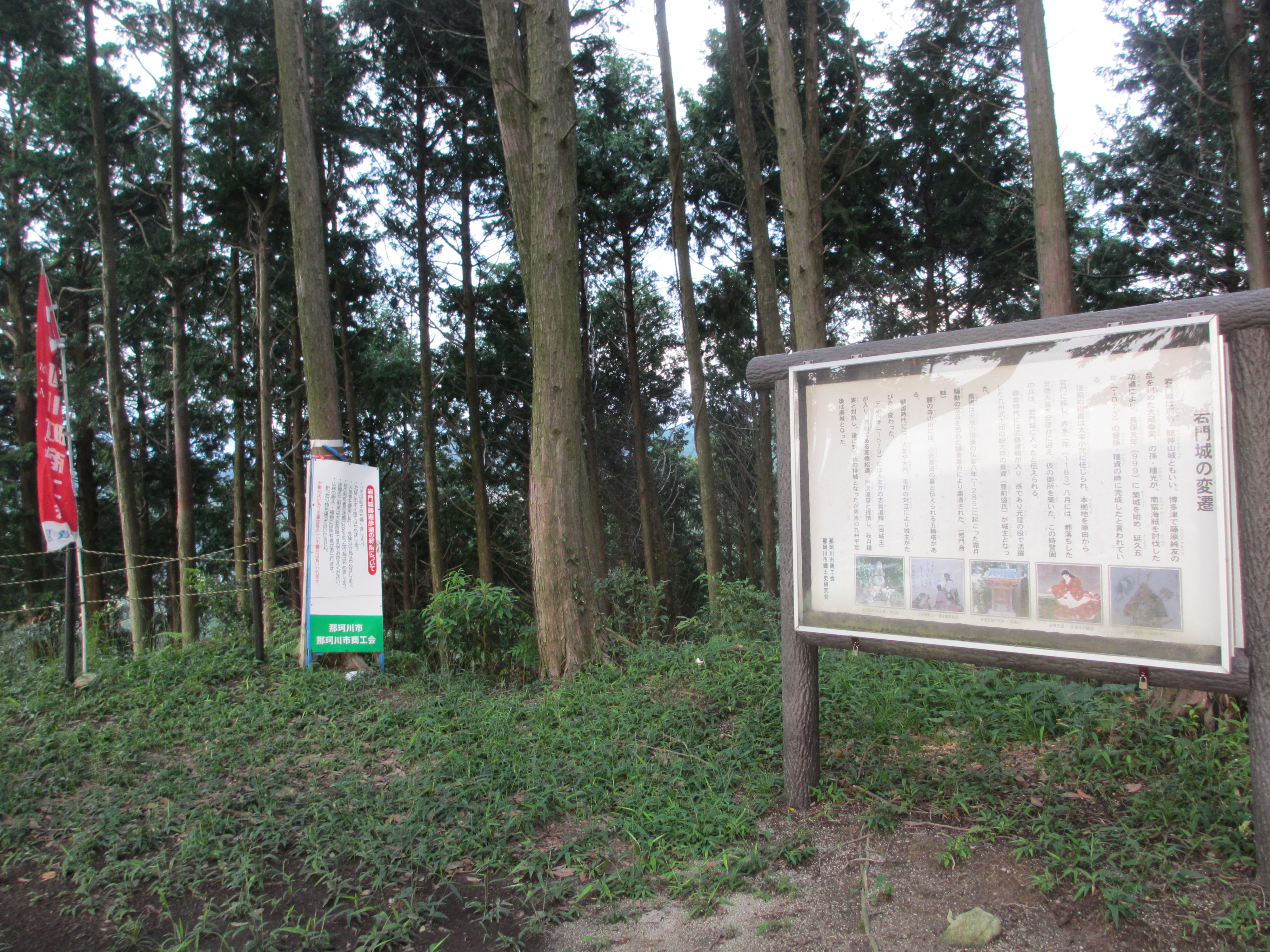
岩門城址変遷説明板（那珂川市安徳字城山、遊歩道側か裂田溝公園高津神社側登る）
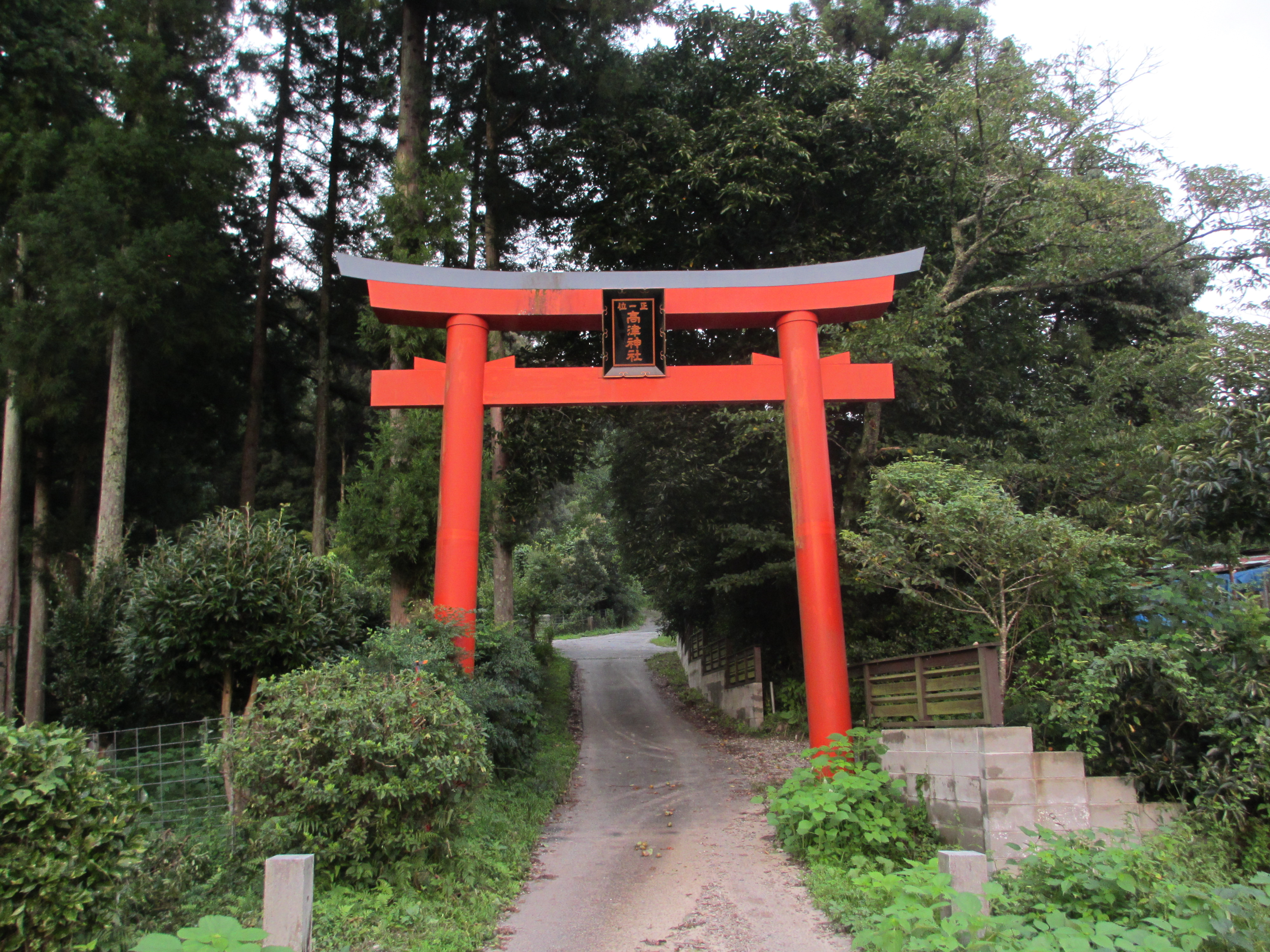
高津神社鳥居（那珂川市大字山田359‐3裂田溝公園登り少弐景資公墓近く）
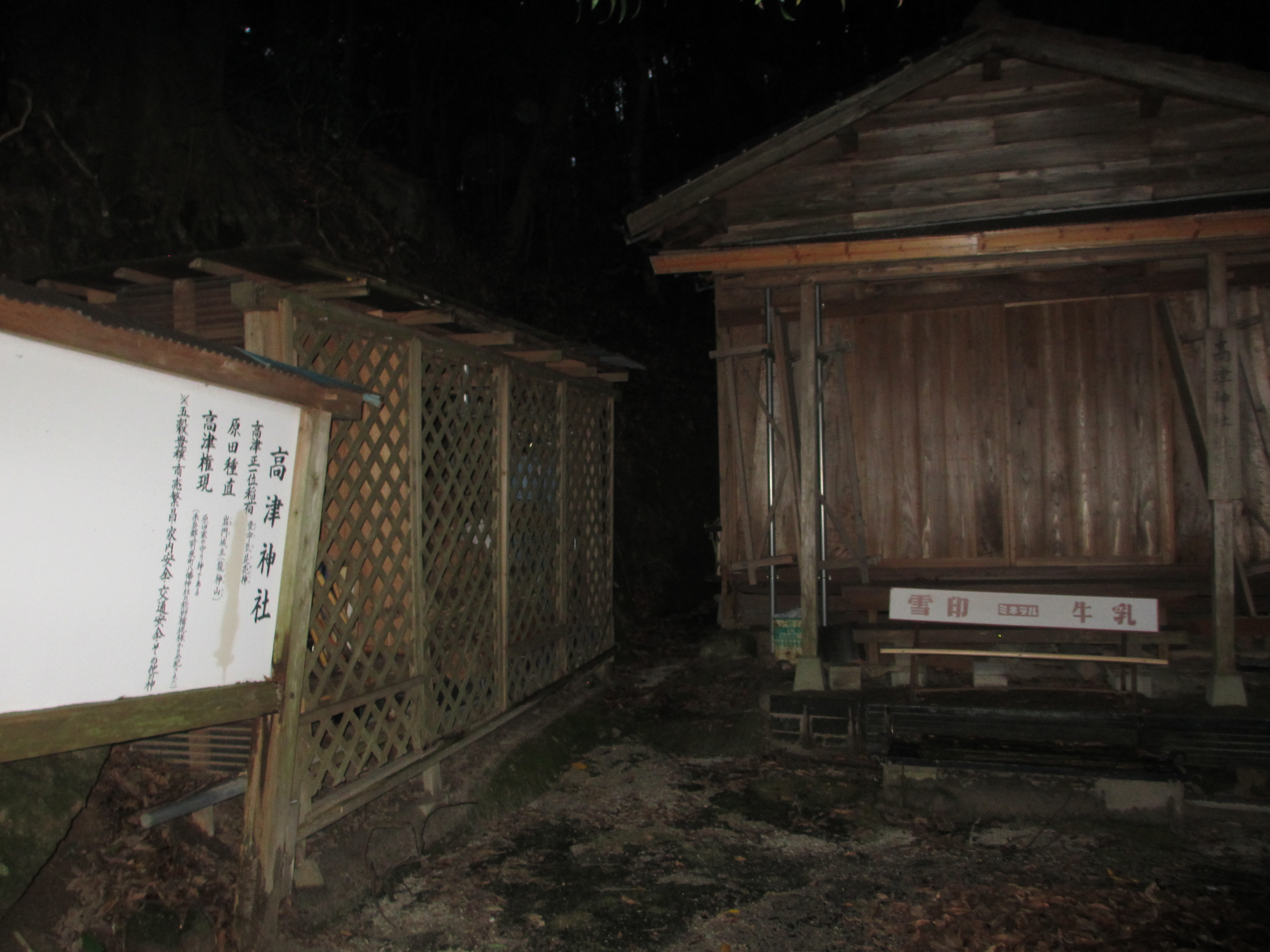
高津神社（岩門城址麓祭神原田種直）
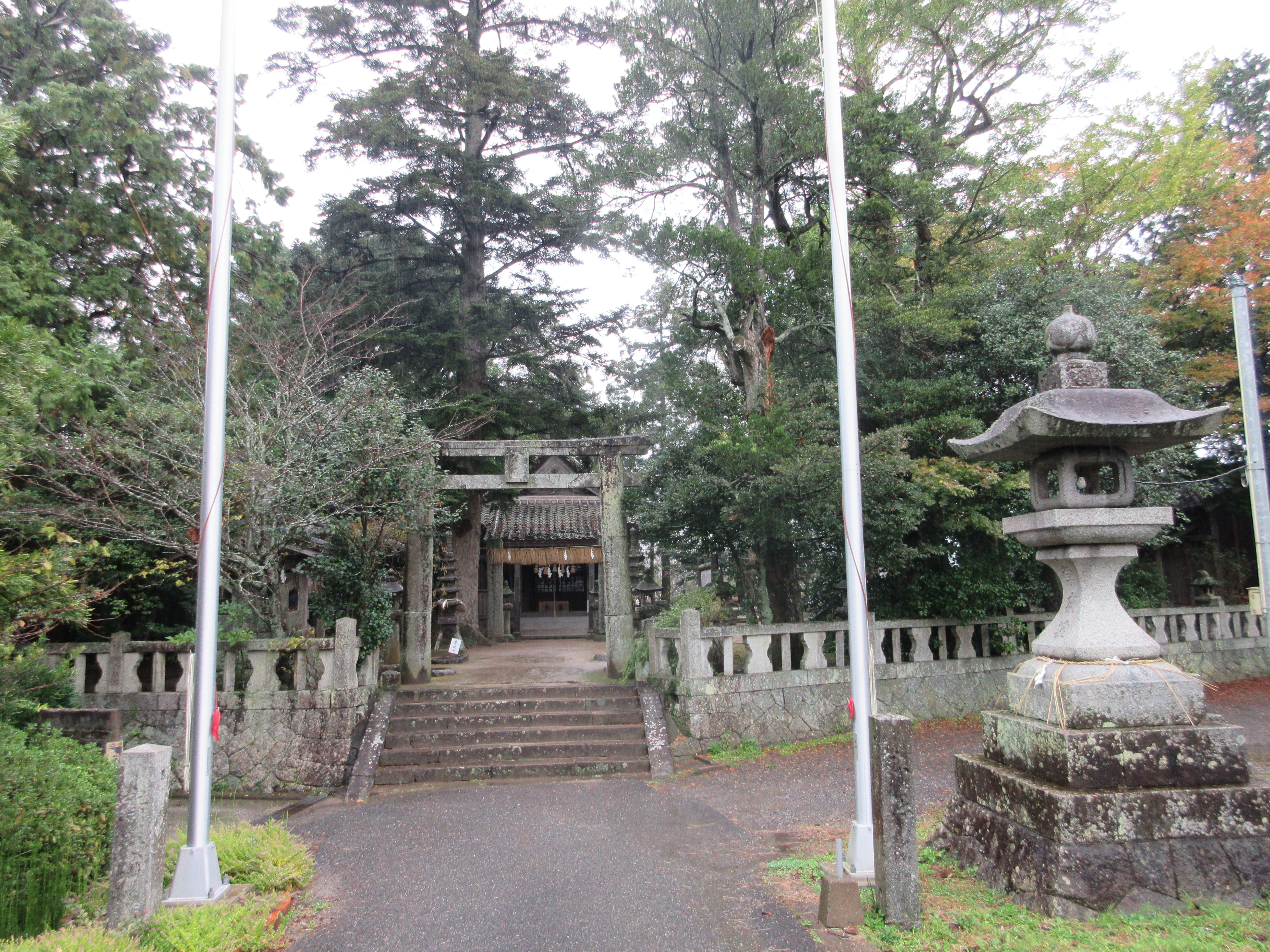
東・正八幡宮（糸島市）（福岡県糸島市東541、龍国禅寺から数キロ離れた所）
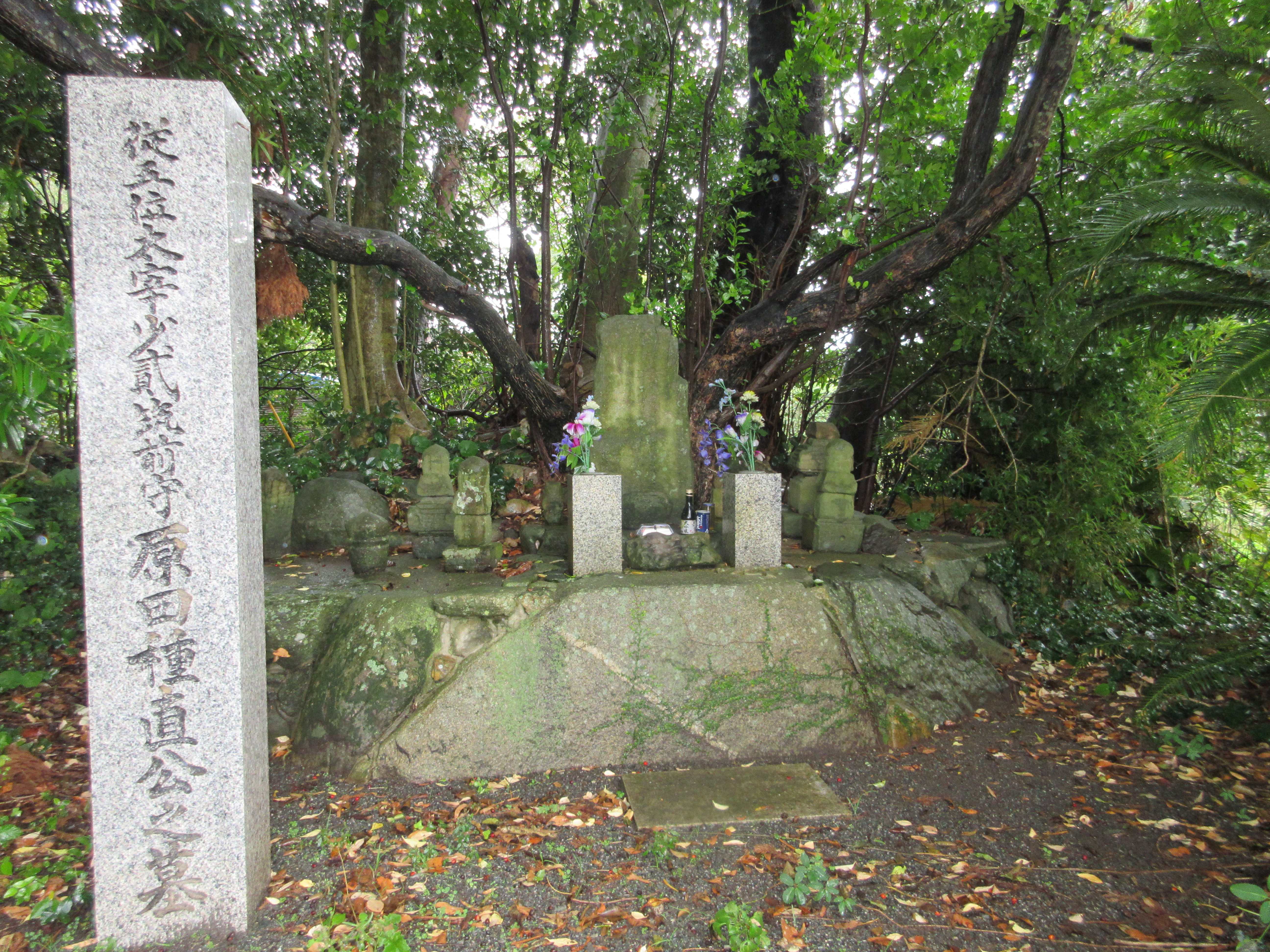
原田種直公之墓（東・正八幡宮向かって右側）